# ボビー・シンハー
ボビー・シンハー（Bobby Simha、1983年11月6日 - ）は、インドのタミル語映画、テルグ語映画で活動する俳優。『Kadhalil Sodhappuvadhu Yeppadi』『ピザ 死霊館へのデリバリー』に端役で出演した後、『キケンな誘拐』『Neram』で主要キャストを務め、2014年に出演した『ジガルタンダ』で国家映画賞 助演男優賞を受賞している。

## 生い立ち
1983年11月6日にシカンダラーバードに暮らすテルグ語話者の家庭に生まれた。一家はクリシュナ県モピデーヴィの出身で、1995年にコダイカナルに移住している。ボビー・シンハーはモピデーヴィのヴィディヤダルシニ・ヴィディヤーラヤム校を経て、父の友人が学長を務めているコーヤンブットゥールのパイオニア・カレッジ教養学部に進学したが、勉学には関心を持たず在学時から俳優になることを志していた。2005年に同地で開催されたイベント「ナーラヤ・ナッチャティラーム」に参加し、そこで主賓として招かれていたスンダル・CとE・ラームダースに出会いタミル語映画界に勧誘され、ラームダースから連絡先を渡された。その後、ある人物に「テレビドラマの仕事がある」と誘われてチェンナイに向かったものの虚偽の情報に騙されたことを知り、チェンナイに取り残されて途方に暮れていたところ、ラームダースに連絡を取り彼の自宅に泊めてもらったという。コーヤンブットゥールに戻ったボビー・シンハーは大学卒業後にチェンナイに移住し、マーケティング、ビジネス・プロセス・アウトソーシング、営業などの仕事を経験した後に俳優の道に進んだ。

## キャリア

### 2007年 - 2012年
2007年に『Maya Kannadi』で俳優デビューするが、映画では名前はクレジットされていない。2012年にバラージ・モーハンの短編映画『Kadhalil Sodhappuvadhu Yeppadi』に端役で出演し、同作は批評家から絶賛され、この年に最も高い利益を挙げた映画の一つとなった。その後、短編映画製作者のマニカンダンと知り合いになり、彼からカールティク・スッバラージを紹介される。ボビー・シンハーはスッバラージと共に数年の短編映画を製作した後、彼の長編映画監督デビュー作『ピザ 死霊館へのデリバリー』に起用された。

### 2013年 - 2017年
2013年は『キケンな誘拐』で誘拐犯のパガラヴァン役を演じ、『Neram』では悪役のヴァッティ・ラージャー役を演じており、両作とも批評家から演技を絶賛されている。2014年には『ジガルタンダ』ではマドゥライの老ギャング役を演じ、こちらでも批評家から高い評価を得ている。ボビー・シンハーは出演するに際して、本物のギャングと交流して彼らの言動を学んだと語っている。また、日中に下着姿で太陽の下に立ち肌を焼いて役作りしたことも明かしている。同年8月に公開された『ジガルタンダ』は観客から好評を博し、『ザ・ヒンドゥー』は公開から1週間で同作が「カルト的な人気を得た」と批評している。彼の演技について、Rediff.comは「シンハーは、ショーを独占した。彼は時にゾッとするほど恐ろしく、ある時は打って変わって滑稽な姿を見せており、そのどちらにも説得力が備わっている。本当に素晴らしい演技だ」、Sifyは「この映画はシンハーのものだ。特に映画の前半では、不気味な笑みを浮かべながらキャラクターの凶悪さと暴力性を見せつけてくれ、その姿に驚かされた」とそれぞれ批評している。また、『ジガルタンダ』の演技で国家映画賞 助演男優賞を受賞している。
『ジガルタンダ』の後はマラヤーラム語映画『Beware of Dogs』に出演し、『Aadama Jaichomada』では真面目で知的な一方でコミカルな一面を持つ警官ブーミナーダン役を演じている。『ジガルタンダ』の成功により、ボビー・シンハーには主演のオファーが来るようになったが、その後に出演した複数の作品は興行不振が続くことになった。2015年にはキャリアの中で初となる単独主演作『Urumeen』に出演している。2016年はそれまでのアクション映画から離れ、青春ドラマ映画『バンガロール・デイズ』に出演した。ボビー・シンハーは同作に出演するためにプロデューサーにスケジュール調整を申し込むなど撮影に積極的だったが、批評家からの評価は混合的なものだった。『Ko 2』ではジャーナリストのクマラン役を演じ、同年6月にはカールティク・スッバラージの『女神たちよ』に出演している。2017年にはスーシ・ガネーサンの『Thiruttu Payale 2』に出演している。

### 2018年 - 現在
2018年は『Saamy Square』に出演した。2019年は『ペーッタ』でラジニカーントと共演し、このほかに『Agni Devi』『Edaina Jaragocchu』にも出演している。また、同年11月にはフィルム・コンパニオンの「10年間で最も素晴らしい演技100」に『ジガルタンダ』の演技が選出された。2020年は『Disco Raja』でラヴィ・テージャと共演し、アンソロジー映画『Putham Pudhu Kaalai』ではカールティク・スッバラージの「Miracle」に出演している。2022年はAmazon Prime Video配信の『Mahaan』でヴィクラムと共演し、同年6月にラクシット・シェッティ主演の『チャーリー』でカンナダ語映画デビューしている。同年10月にはAmazon Prime Video配信の『アムー 〜負けない心〜』に出演している。2023年は『Waltair Veerayya』でチランジーヴィと共演しており、このほかに『Vallavanukkum Vallavan』『Indian 2』にも出演している。

## 私生活
2015年11月に『Urumeen』で共演したレシュミ・メーナンと婚約して2016年4月22日に結婚した。2人の間には2017年に娘、2019年に息子が生まれている。

## フィルモグラフィー

### 映画
| 年   | 作品                                   | 役名                             | 言語           | 備考                   | 出典          |
| ---- | -------------------------------------- | -------------------------------- | -------------- | ---------------------- | ------------- |
| 2007 | Maya Kannadi                           | 理髪店の客                       | タミル語       | ノンクレジット         |               |
| 2012 | Kadhalil Sodhappuvadhu Yeppadi         | ジャヤシンハー                   | タミル語       | 「ジャヤシンハー」名義 |               |
| 2012 | ピザ 死霊館へのデリバリー              | ボビー                           | タミル語       | 「シンハー」名義       |               |
| 2013 | Naan Rajavaga Pogiren                  | シャンカル・スブラマニアム       | タミル語       |                        |               |
| 2013 | キケンな誘拐                           | パガラヴァン                     | タミル語       |                        |               |
| 2013 | Neram                                  | ヴァッティ・ラージャー           | マラヤーラム語 | 多言語映画             |               |
| 2013 | Neram                                  | ヴァッティ・ラージャー           | タミル語       | 多言語映画             |               |
| 2014 | Beware of Dogs                         | アーミル                         | マラヤーラム語 |                        |               |
| 2014 | ジガルタンダ                           | セートゥ                         | タミル語       |                        |               |
| 2014 | Aadama Jaichomada                      | ブーミナーダン警部               | タミル語       |                        |               |
| 2014 | Aaaah                                  | プロスパー                       | タミル語       |                        |               |
| 2015 | Oru Vadakkan Selfie                    | ジョン・マシュー・バースカル     | マラヤーラム語 | カメオ出演             |               |
| 2015 | Chennai Ungalai Anbudan Varaverkirathu | チェラパンディ                   | タミル語       |                        |               |
| 2015 | Masala Padam                           | アムダン                         | タミル語       |                        |               |
| 2015 | Inji Iduppazhagi                       | 本人役                           | タミル語       | カメオ出演             |               |
| 2015 | Size Zero                              | 本人役                           | テルグ語       | カメオ出演             |               |
| 2015 | Urumeen                                | セルヴァー                       | タミル語       |                        |               |
| 2016 | バンガロール・デイズ                   | カンナン（クッティ）             | タミル語       | ナレーター兼務         |               |
| 2016 | Aviyal                                 | ギャング                         | タミル語       | 「Eli」に出演          |               |
| 2016 | Run                                    | ヴァッティ・ラージャー           | テルグ語       |                        |               |
| 2016 | Ko 2                                   | クマラン                         | タミル語       |                        |               |
| 2016 | Meera Jaakirathai                      | シヴァネーサン                   | タミル語       |                        |               |
| 2016 | 女神たちよ                             | ジャガン                         | タミル語       |                        |               |
| 2016 | Metro                                  | グナ                             | タミル語       |                        |               |
| 2016 | Kavalai Vendam                         | アルジュン                       | タミル語       |                        |               |
| 2017 | Mupparimanam                           | 本人役                           | タミル語       | カメオ出演             |               |
| 2017 | Paambhu Sattai                         | ダクシュナ                       | タミル語       |                        |               |
| 2017 | Karuppan                               | カーティル                       | タミル語       |                        |               |
| 2017 | Thiruttu Payale 2                      | セルヴァン警部                   | タミル語       |                        |               |
| 2018 | Rosapoo                                | 俳優                             | マラヤーラム語 | カメオ出演             |               |
| 2018 | Kammara Sambhavam                      | プリケシ                         | マラヤーラム語 |                        |               |
| 2018 | Saamy Square                           | ラーヴァナ・ピチャイ             | タミル語       |                        |               |
| 2018 | Ladoo                                  | ジョゼフ・ダヤニディ             | マラヤーラム語 | カメオ出演             |               |
| 2019 | ペーッタ                               | マイケル                         | タミル語       |                        |               |
| 2019 | Agni Devi                              | アグニ・デーヴ                   | タミル語       |                        |               |
| 2019 | Edaina Jaragocchu                      | カーリ                           | テルグ語       |                        |               |
| 2020 | Disco Raja                             | ブルーナ・セートゥ               | テルグ語       |                        |               |
| 2020 | Putham Pudhu Kaalai                    | デーヴァン                       | タミル語       | 「Miracle」に出演      |               |
| 2021 | Gully Rowdy                            | ラヴィ・ナーヤク                 | テルグ語       |                        | [ 38 ]        |
| 2022 | Mahaan                                 | サティヤヴァン・スーサイヤッパン | タミル語       |                        | [ 39 ]        |
| 2022 | チャーリー                             | ヴァムシナダン                   | カンナダ語     | カメオ出演             | [ 40 ]        |
| 2022 | アムー 〜負けない心〜                  | プラブ                           | テルグ語       |                        | [ 41 ]        |
| 2023 | Waltair Veerayya                       | ソロモン・シーザー               | テルグ語       |                        | [ 42 ] [ 43 ] |
| 2023 | Vallavanukkum Vallavan                 | アレクサンダー                   | タミル語       | 製作兼務               |               |
| 2023 | Vasantha Mullai                        | ルドラーン                       | タミル語       |                        | [ 44 ]        |
| 2023 | Thugs                                  | ドゥライ                         | タミル語       |                        |               |
| 2023 | SALAAR/サラール                        | バーラヴァ                       | テルグ語       |                        |               |
| 2024 | Indian 2                               |                                  | タミル語       |                        | [ 45 ]        |

### ウェブシリーズ
| 年   | 作品           | 役名           | 配信               | 言語     | 備考                                       | 出典   |
| ---- | -------------- | -------------- | ------------------ | -------- | ------------------------------------------ | ------ |
| 2018 | Vella Raja     | 麻薬王デーヴァ | Amazon Prime Video | タミル語 |                                            | [ 46 ] |
| 2021 | Navarasa       | ニラヴァン     | Netflix            | タミル語 | 第5話「Peace」出演                         | [ 47 ] |
| 2022 | Kaiyum Kalavum | ナレーター     | SonyLIV            | タミル語 | チンマイ・シュリーパーダと共同ナレーション | [ 48 ] |

## 受賞歴
| 年                                | 部門                         | 作品             | 結果       | 出典       |
| 国家映画賞                        | 国家映画賞                   | 国家映画賞       | 国家映画賞 | 国家映画賞 |
| --------------------------------- | ---------------------------- | ---------------- | ---------- | ---------- |
| 2015年                            | 助演男優賞                   | 『ジガルタンダ』 | 受賞       | [ 49 ]     |
| フィルムフェア賞 南インド映画部門 |                              |                  |            |            |
| 2015年                            | タミル語映画部門助演男優賞   | 『ジガルタンダ』 | 受賞       | [ 50 ]     |
| 南インド国際映画賞                |                              |                  |            |            |
| 2014年                            | タミル語映画部門助演男優賞   | 『キケンな誘拐』 | ノミネート | [ 51 ]     |
| 2014年                            | タミル語映画部門悪役賞       | 『Neram』        | ノミネート | [ 51 ]     |
| 2014年                            | マラヤーラム語映画部門悪役賞 | 『Neram』        | ノミネート | [ 51 ]     |
| 2015年                            | タミル語映画部門悪役賞       | 『ジガルタンダ』 | ノミネート |            |
| タミル・ナードゥ州映画賞          |                              |                  |            |            |
| 2014年                            | 特別賞                       | 『ジガルタンダ』 | 受賞       | [ 52 ]     |
| ヴィジャイ・アワード              |                              |                  |            |            |
| 2014年                            | 助演男優賞                   | 『Neram』        | ノミネート |            |
| 2015年                            | 悪役賞                       | 『ジガルタンダ』 | 受賞       | [ 53 ]     |
| エジソン賞                        |                              |                  |            |            |
| 2014年                            | 悪役賞                       | 『ジガルタンダ』 | 受賞       |            |